# Phoenicurusia dilutior
Phoenicurusia dilutior är en fjärilsart som beskrevs av Otto Staudinger 1881. Phoenicurusia dilutior ingår i släktet Phoenicurusia och familjen juvelvingar. Inga underarter finns listade i Catalogue of Life.